# Johann Samuel Traugott Gehler

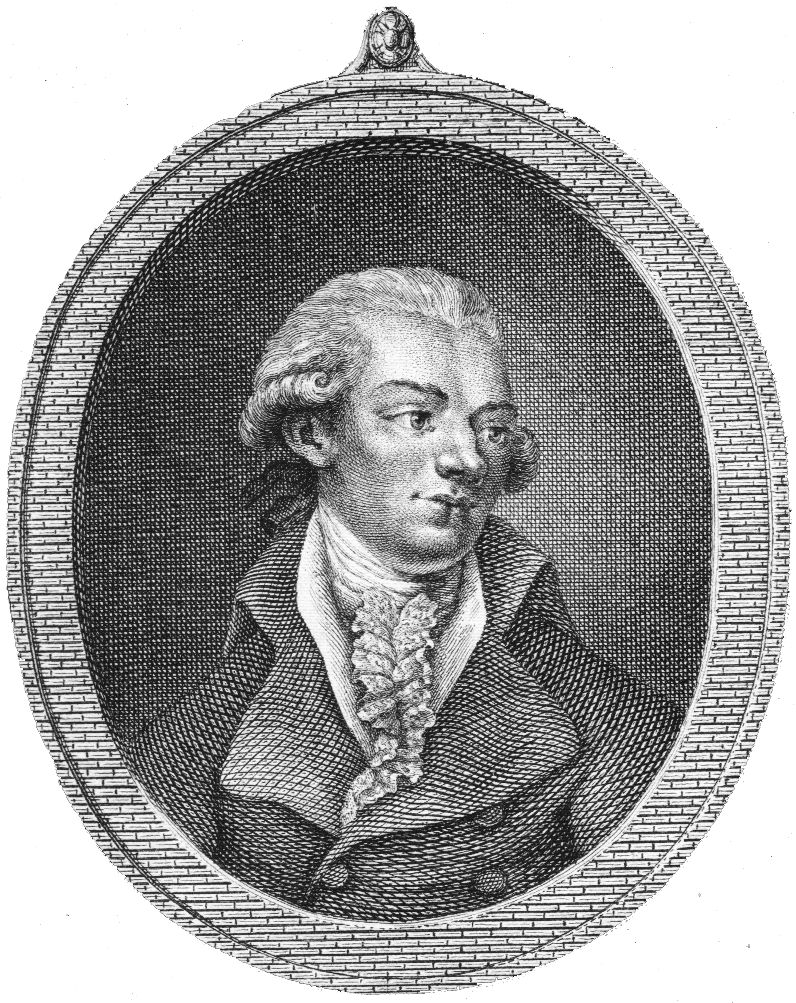
Johann Samuel Traugott Gehler

Johann Samuel Traugott Gehler (* 1. November 1751 in Görlitz; † 16. Oktober 1795 in Leipzig) war ein deutscher Physiker und Jurist.

## Leben
Johann Samuel Traugott entstammte der Görlitzer Familie Gehler. Er war der Sohn des Johann Wilhelm Gehler, der Bürgermeister von Görlitz war. Nach dessen Tod folgte der 15-jährige Gehler seinem Bruder nach Leipzig. An der Universität Leipzig erwarb er sich gediegene Kenntnisse in den Naturwissenschaften und alten Sprachen. Er hörte unter anderem bei Johann Heinrich Winckler und Johann August Ernesti. Sein besonderes Interesse aber galt der Mathematik.
Dennoch begann er 1768 mit dem Studium der Rechte. Nach diesem Studium arbeitete er 1773/1774  als Hofmeister bei der Erziehung von drei jungen russischen Edelleuten und gab auch Privatunterricht. Dabei erwarb er nebenbei 1774 den Magistergrad und 1776 die venia legendi der Philosophischen Fakultät für das Fach Mathematik. 1777 erlangte er den Doktorgrad der juristischen Fakultät.
1776 lernte er Maria Rahel Christiane Marschall, die Tochter des verstorbenen Wurzener Stiftsrates Johann Christoph Marschall kennen, die er 1777 heiratete. Diese Ehe brachte ihm ein beachtliches Vermögen und einflussreiche Verwandtschaft ein. In der Ehe wurden sechs Töchter und ein Sohn geboren.
Gehler befasste sich nun neben seiner mathematischen Lehrtätigkeit mit der Übersetzung und Herausgabe wichtiger physikalischer und mathematischer Werke aus dem Englischen und dem Französischen. 1779 wurde er Mitglied der Oberlausitzischen Gesellschaft der Wissenschaften und 1785 wählte ihn die Leipziger Oekonomische Societät zu ihrem Ehrenmitglied.

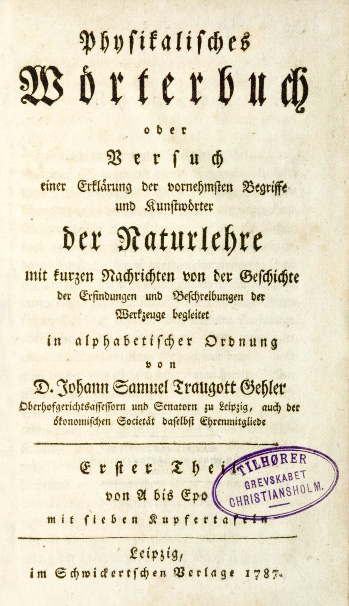
Titelblatt des Physikalischen Wörterbuchs, Band 1

1783 gab er seine akademische Laufbahn auf und wurde auf Drängen von Bürgermeister Carl Wilhelm Müller Mitglied des Leipziger Rates der Stadt. Als Ratsherr erfüllte er vor allem Aufgaben im Zusammenhang mit der Aufsicht von Handwerksinnungen, verschiedener Kassen und der Eisleben-Mansfeldischen Berg- und Hüttenwerke. 1787 und 1793 vertrat er Leipzig auf sächsischen Landtagen. 1786 wurde er ins Leipziger Oberhofgericht als Beisitzer berufen.
Gehler war von Jugend an auch den schönen Künsten zugetan. Schon während des Studiums hatte er mit Gleichgesinnten eine „Gesellschaft dichtender Freunde“ gegründet und in einem von dieser herausgegebenen Band „Gedichte“ unter dem Pseudonym Hephästion (H-n) einige Verse veröffentlicht. 1776 war er Mitbegründer der Leipziger Gesellschaft Harmonie, in der man sich wöchentlich zu Lektüre, Gesprächen, aber auch Spiel versammelte. Er war auch Mitbegründer der Gewandhauskonzerte, die 1781 aus den „Großen Konzerten“ hervorgingen. Bis 1786 war er einer der zwölf ehrenamtlich arbeitenden Mitglieder der Direktion der Gewandhauskonzerte.

## Physikalisches Wörterbuch
Bekannt wurde Gehler vor allem durch sein „Physikalisches Wörterbuch“ (mit vollem Titel Physikalisches Wörterbuch, oder Versuch einer Erklärung der vornehmsten Begriffe und Kunstwörter der Naturlehre, mit kurzen Nachrichten von der Geschichte der Erfindungen und Beschreibungen der Werkzeuge begleitet), dessen erste fünf Bände er von 1787 bis 1795, also neben seiner administrativen Tätigkeit, verfasste, und welches das gesamte damalige physikalische Wissen kritisch und verlässlich in alphabetischer Folge vorlegte. Nach seinem Tod wurde es in den Jahren 1825 bis 1845 durch Heinrich Wilhelm Brandes, Leopold Gmelin, Johann Caspar Horner, Karl Ludwig von Littrow, Georg Wilhelm Muncke und Christoph Heinrich Pfaff neubearbeitet und in elf Bänden (in mehreren Teilen) verlegt. Da Physik damals als Sammelbezeichnung sämtlicher Naturvorgänge in Gebrauch war, beschäftigt sich das „Physikalische Wörterbuch“, anders als der Buchtitel heute vermuten lassen könnte, allgemein mit naturwissenschaftlichen Themen. So werden neben der Physik im engeren Sinn auch Astronomie und Chemie behandelt.

## Werke
- Physikalisches Wörterbuch oder Versuch einer Erklärung der vornehmsten Begriffe und Kunstwörter der Naturlehre. Schwickert, Leipzig. Bd. 1–4, Suppl.-, Reg.-Bd., 1787 (Digitalisat)
- Johann Samuel Traugott Gehler's physikalisches Wörterbuch. Schwickert, Leipzig. 11 Bände, 1825–1845 Digitalisat
  - [12] (1842) Kupfer-Atlas : CCLXXIII Kupfertafeln ; nebst IV Charten zu dem sechsten und II Charten zu dem neunten Bande 1842 (Digitalisat)